# John Lohr
Pour les articles homonymes, voir Lohr (homonymie).
John Abraham Lohr, né le 21 février 1961 à Canning, est un homme politique canadien, néo-écossais. 
Membre du Parti progressiste-conservateur, il est élu député de la circonscription de Kings North à l'Assemblée législative de la Nouvelle-Écosse lors de l'élection néo-écossaise du 8 octobre 2013 et réélu en 2017, 2021 et 2024.
En 2018, après la démission de Jamie Baillie à la suite d'allégations d'inconduite sexuelle, John Lohr a brigué sans succès la direction du Parti progressiste-conservateur de la Nouvelle-Écosse.